# Карпелевич, Фридрих Израилевич
Фридрих Израилевич Карпелевич (2 октября 1927, Москва — 5 июля 2000, там же) — советский и российский математик. Доктор физико-математических наук, профессор и заведующий кафедрой прикладной математики Московского государственного университета путей сообщения. Заслуженный деятель науки Российской Федерации.

## Биография
Родился в семье Израиля Иосифовича Карпелевича (1896—?), переехавшего в Москву из Херсона. В 1944—1945 годах занимался в математическом кружке при Московском государственном университете, которым руководил Е. Б. Дынкин, ставший его научным руководителем во время учёбы в университете. В 1947—1952 годах учился на механико-математическом факультете Московского государственного университета. Его первая научная работа вышла в журнале «Успехи математических наук», когда он был студентом первого курса (1948). В 1949 году, будучи студентом второго курса, опубликовал статью о характеристических корнях матриц с неотрицательными элементами, в которой дал окончательное решение связанной с ними проблемы А. Н. Колмогорова. После окончания университета по распределению работал преподавателем в техникуме в Новочеркасске. В 1953 году вернулся в Москву, где по ходатайству П. К. Рашевского был принят в аспирантуру при кафедре прикладной математики Московского института инженеров транспорта, где работал до конца жизни. С 1968 по 1998 год был заведующим кафедрой прикладной математики.
С начала 1950-х годов занимался подалгебрами в полупростых алгебрах, ввёл класс параболических подалгебр и дал их подробное описание. Результатом исследования попупростых подалгебр комплексных полупростых алгебр Ли стала известная теорема Карпелевича о каноническом вложении вещественной полупростой подалгебры Ли с использованием геометрии симметрических пространств. Получил формулу для индексов инерции инвариантной симметрической (эрмитовой) формы в пространстве неприводимого линейного представления вещественной полупростой алгебры Ли. В 1956 году за эти работы был награждён премией Московского математического общества. В том же году защитил диссертацию кандидата физико-математических наук по теме «Простые подгруппы вещественных групп Ли и однородные пространства».
С конца 1950-х годов занимался проблемами геометрии однородных многообразий и их анализа. В 1958 году, совместно с Ф. А. Березиным, выразил зональные сферические функции на грассманианах через специальные функции одного из переменных. В 1962 году, совместно с С. Г. Гиндикиным, вычислил c-функцию как произведение B-функций, получив таким образом выражение для плотности в формуле Планшереля (формула Гиндикина-Карпелевича). Другим достижением в теории симметрических пространств стала «граница Карпелевича» — конструкция границы римановых симметрических пространств неположительной кривизны (1965). После этих результатов переключился на исследования в области теории вероятностей. Дал определение гауссовского распределения на пространстве Лобачевского и сформулировал теорему о характеристической функции свёртки распределений, а также центральную предельную теорему для пространства Лобачевского. С 1975 года занимался вопросами прикладной теории вероятностей — вычислил хаусдорфову размерность случайного множества предельных точек для однородного ветвящегося процесса на пространстве Лобачевского любой размерности, предложил формулу для функции больших уклонений для однородного случайного блуждания на трёхмерном пространстве Лобачевского. В последние годы жизни занимался также теорией очередей, сетей с синхронизацией, математической экономикой.
Среди учеников — А. Я. Крейнин. Брат — врач футбольной команды Торпедо (Москва) Леонид Израилевич Карпелевич (1923—2005).

## Монографии
- Ф. И. Карпелевич, Л. Е. Садовский. Элементы линейной алгебры и линейного программирования. Москва: Физматгиз, 1963. — 274 с.; М.: Наука, 1965 и 1967. — 312 с.

## Также
- q-символ Похгаммера